# Caryocolum kroesmanniella
Caryocolum kroesmanniella — вид лускокрилих комах з родини виїмчастокрилі молі (Gelechiidae).

## Поширення
Вид поширений у помірних районах Європи. Трапляється від Фенноскандії до Піренеїв, Альп і Румунії та від Великої Британії до Уральських гір. Середовище існування складається з відкритих лісів.

## Опис
Довжина передніх крил у самців 5,5–6,5 мм, у самиць — 6–7 мм. Передні крила білуваті, вкраплені світло-коричневим і помаранчево-бурим кольором.

## Спосіб життя
Імаго літають  з початку липня до початку вересня. Личинки живляться Stellaria holostea і Stellaria uliginosa. Молоді личинки мінують листя рослини-господаря. Шахта має форму довгої і широкої галереї з центральною лінією фрасу. Старші личинки живуть вільно серед пряденого листя. Мінуючих личинок можна зустріти з осені до травня.